# Sepoltura garibaldina
Il quadro Sepoltura garibaldina, talvolta indicato come Bombardamento di Palermo fu dipinto dal pittore Filippo Liardo, tra il 1862 al 1864 quando costui si trovava a Firenze, esposto nel 1865 a Parigi ebbe molta risonanza, e procurò a Liardo contratti come illustratore per le principali riviste illustrate europee del tempo, ora è esposto nella Galleria d'arte moderna di Palermo.

## Storia
Il quadro fu dipinto a distanza di pochi anni dalla presa di Palermo da parte dei garibaldini alla cui spedizione il pittore siciliano si era unito dopo lo sbarco dei Mille a Marsala. Venne dipinto durante il suo soggiorno a Firenze tra il 1862 e 1864 e poi esposto con successo a Parigi nel 1865 assieme ad altri disegni raffiguranti episodi della spedizione, che gli fruttarono la commissione di illustrazioni da parte di riviste importanti del periodo come "L'illustrazione" di Londra, "Le monde illustré" e "La vie élégante" di Parigi. È conservato ed esposto alla Galleria d'Arte Moderna Sant'Anna di Palermo (Cat IV.A), da cui venne acquisito negli anni '30 del secolo scorso.
Il quadro, giudicato dalla critica come quello che Liardo dipinse con "più foga e sincerità" si trova anche indicato come "Sepoltura del garibaldino" o "Bombardamento di Palermo" oppure col lungo titolo di "Sepoltura garibaldina (un episodio del bombardamento di Palermo del 1860)".
Da Novembre a Dicembre 2014 il quadro venne esposto a Catania, nella mostra temporanea antologica su Filippo Liardo, di nascita catanese, ed è stato uno dei 40 quadri esposti nella mostra 1861 "I pittori del risorgimento" presso le Scuderie del Quirinale organizzata per il 150 anniversario dell'Unità d'Italia.

## Descrizione
Il dipinto rappresenta, con una forte connotazione simbolica, un episodio della "Insurrezione di Palermo ". 
Nella tradizione risorgimentale La vittoriosa insurrezione di Palermo costituisce uno dei momenti di maggior esaltazione dello spirito garibaldino, tuttavia Liardo nel dipinto sceglie di raffigurare non un episodio della lotta vittoriosa, ma il sentimento di dolore provocato dal bombardamento subito dalla città, accentuato dalla ambientazione povera della scena che contribuisce al senso di mestizia trasmesso dalle figure femminili.
Due giovani donne dolenti, a capo scoperto e capelli sciolti, si trovano in un locale interno di una casa parzialmente diroccata dal bombardamento borbonico sulla città, di fronte a un quadretto votivo a Santa Rosalia appeso a un muro, sotto al quale si trova la bara di un garibaldino morto nel corso della battaglia per la liberazione della città.
Una donna, indossante una lunga veste marrone scura destinata a una vita conventuale, regge con la mano due candele spente, l'altra, di estrazione borghese con una lunga gonna di velluto scuro e una giacchetta nera, tiene nelle sue mani una piccola corona della riconoscenza fatta di fiori colorati intrecciati, la bara è nera, con una grande croce bianca dipinta sul coperchio su cui è posato il tipico cappello delle camicie rosse garibaldine, indicando la natura della persona morta. 
La distruzione provocata dal bombardamento è evidenziata dal pavimento ricoperto di macerie e cocci, il vetro rotto del quadro votivo e i due pali di legno di legni incrociati e legati, appoggiati sul gradino dello scalino che danno alla porta d'ingresso, sono inseriti a sostegno della trave della porta, questi pali e i gradini sono macchiati in basso da schizzi di sangue che cola fino al pavimento.
Attraverso una finestra si intravede una bandiera tricolore che viene sventolata per la strada, lasciando immaginare che all'esterno della casa vi sia un'atmosfera di gioia festosa per la vittoria a contrappunto di quanto avviene sulla scena. Il tricolore è anche ricordato dall'associazione tra il verde delle foglie dipinte nella corona di fiori, il bianco del rivolto dei polsini e le maniche rosse della camicetta della giovane borghese che spuntano dalla giacca, e da una piccola spilla tricolore appuntata sulla veste della novizia.